# هربكية
هربكية قرية سوريّة تتبع إداريّاً لمحافظة حلب منطقة السفيرة ناحية خناصر، بلغ تعداد سكانها 490 نسمة حسب التعداد السكاني لعام 2004.